# الثرامد (بركاء)
الثرامد منطقة سكنية تقع في ولاية بركاء، التابعة لمحافظة جنوب الباطنة في سلطنة عمان. يقدر عدد سكانها بـ 1849 نسمة حسب إحصاء عام 2010 التابع للمركز الوطني للإحصاء والمعلومات الحكومي. رمز المنطقة هو 70530030.

## الوصلات الخارجية
- المركز الوطني للإحصاء والمعلومات، سلطنة عمان